# Constant Arnold Franciscus Herman Willy Bernard van den Clooster Sloet tot Everlo
Constant Arnold Franciscus Herman Willy Bernard van den Clooster baron Sloet tot Everlo (Tilburg, 3 april 1898 − 's-Gravenhage, 17 oktober 1977) was een Nederlands burgemeester, kunstschilder, advocaat en procureur.

## Levensloop
Sloet was een telg uit het oudadellijke geslacht Sloet en een zoon van griffier van een kantongerecht mr. Arnoldus Leonardus Nicolaas van den Clooster baron Sloet tot Everlo (1855-1913) en de door oorlogsgeweld om het leven gekomen Josephine Anna Maria Gompertz (1867-1945). Hij volgde na zijn HBS-opleiding en een staatsexamen in 1924 de studie rechten, voor welk doctoraal examen aan de Universiteit Leiden hij in 1932 slaagde. Vervolgens werkte hij vele jaren bij de Amsterdamsche Bank.  

## (Oorlogs)burgemeester
Per 15 februari 1937 werd hij benoemd tot burgemeester van Castricum. Aanvankelijk lid van de Rooms-Katholieke Staatspartij trad hij in 1940 toe tot de NSB. Tijdens een raadsvergadering legde hij daarover een verklaring af en zei daarbij onder meer: "Europa en ons land zijn door het democratische stelsel tot aan den afgrond geleid." Als burgemeester in Castricum had hij zich verzet tegen de benoeming van een tijdelijke wethouder, C. Spaansen, die lid was van de Rooms-katholieke fractie en van de Nederlandsche Unie. De gemeenteraad stemde in grote meerderheid voor de benoeming van Spaansen. 
Eind 1941 volgde zijn afscheid als burgemeester van Castricum en zijn benoeming tot burgemeester van 's-Hertogenbosch. Bij zijn installatie zouden 650 man van de W.A. en 300 jeugdstormers aanwezig zijn. Als burgemeester organiseerde hij onder andere een muziekuitvoering waarbij Henk Feldmeijer aanwezig was, een van de grondleggers van de Nederlandsche SS. Tijdens deze bijeenkomst sprak hij over "Vrede met het broedervolk, voorspoed en grootheid van ons eigen volk, afhankelijk en onverbreekbaar verbonden aan onze verhouding tot Duitschland." Sloet zette zich echter tegelijkertijd in voor het lot van een groep joodse oorlogsinvaliden die naar Kamp Vught waren gebracht. Hij probeerde ook enkele Joodse inwoners van 's-Hertogenbosch te behoeden voor deportatie, namelijk Jacob Cohen, die rector van het Joods Lyceum was en huisarts Diamant.
Nadat hij bij een bezoek van Mussert aan 's-Hertogenbosch in mei 1942 in het ziekenhuis was opgenomen ter observatie, werd op 17 juni 1942 bekendgemaakt dat hij met ziekteverlof ging. De ziekte bleek echter slechts tijdelijk. Burgemeester Sloet was volgens een van de bronnen rond die tijd ook uitgetreden uit de NSB.
Midden 1943 werd hij als burgemeester eervol ontslagen om te worden opgevolgd door een andere NSB-burgemeester, Thomassen van Kerkrade.

### Na de oorlog
Na de oorlog werd hij kunstschilder.

## Familie
Sloet trouwde in 1944 met Louise Pauline van Linden Tol (1918) met wie hij een dochter kreeg, de kunstenares Josephine Sloet (1945).